# Najdaljši dokumentiran ostrostrelski zadetek
Najdaljši dokumentiran ostrostrelski zadetek zajema ostrostrelce, ki so z uporabo ostrostrelske puške ter drugih pripomočkov na dolgih razdaljah zadeli sovražnika, pri čemer so zadetek lahko potrdili. 
Poleg intenzivnega treninga na razdaljah preko 1,25 km je treba pri zadetku upoštevati še številne druge dejavnike: višina, naklon strela, vrsta in kakovost naboja, temperatura okolja, orožja in naboja, vidljivost, veter, zračni upor,...

## Zgodovina
Večjo pozornost (ter s tem tudi razvijanje potrebne oborožitve, opreme, tehnike streljanja,...) je daljinsko ostrostrelstvo prejelo med vietnamsko vojno. Carlos Hathcock je med letoma 1967 in 2002 držal rekord in sicer na razdalji 2.286 m. Med vojno je uradno dosegel 93 zadetkov, preden je bil poškodovan in poslan v zaledje oz. domov. Po vrnitvi v ZDA je Hathcock pomagal ustanoviti ostrostrelsko šolo Korpusa mornariške pehote ZDA: Izvidniško-ostrostrelska šola Korpusa mornariške pehote ZDA. 
Šele po trideset letih je kanadski ostrostrelec Arron Perry (Princess Patricia's Canadian Light Infantry) postavil nov rekord, ki pa ga je držal le nekaj dni. Pripadnik iste enote, Rob Furlong, je marca 2002 postavil nov rekord z razdaljo 2.430 m. 
Trenutni rekord je maja 2017 postavil neimenovani kanadski ostrostrelec, ki je dosegel zadetek na razdalji 3.540 m.

## Potrjeni zadetki nad 1.250 m
| Ostrostrelec                           | Datum              | Razdalja | Orožje                        | Strelivo                           | Narodnost               | Vojaška enota                                                | Konflikt                       | Viri                    |
| -------------------------------------- | ------------------ | -------- | ----------------------------- | ---------------------------------- | ----------------------- | ------------------------------------------------------------ | ------------------------------ | ----------------------- |
| Ostrostrelec JTF2 - ime pridržano      | Maj 2017           | 3.540 m  | McMillan Tac-50               | Hornady A-MAX .50 (12,7x99)        | Kanada                  | Joint Task Force 2                                           | Iraška vojna                   |                         |
| Corporal of Horse (CoH) Craig Harrison | November 2009      | 2.475 m  | L115A3 Long Range Rifle       | .338 Lapua Magnum LockBase B408    | Združeno kraljestvo     | Household Cavalry                                            | Afganistanska vojna            | [ 5 ] [ 6 ] [ 7 ] [ 8 ] |
| Corporal Rob Furlong                   | Marec 2002         | 2.430 m  | McMillan Tac-50               | Hornady A-MAX .50 (12,7x99)        | Kanada                  | 3rd Battalion of Princess Patricia's Canadian Light Infantry | Afganistanska vojna            | [ 9 ]                   |
| Master Corporal Arron Perry            | Marec 2002         | 2.310 m  | McMillan Tac-50               | Hornady A-MAX .50 (12,7x99)        | Kanada                  | 3rd Battalion of Princess Patricia's Canadian Light Infantry | Afganistanska vojna            | [ 9 ]                   |
| Gunnery Sergeant Carlos Hathcock       | Februar 1967       | 2.286 m  | M2 Browning                   | 12,7x99 NATO                       | Združene države Amerike | Korpus mornariške pehote ZDA                                 | Vietnamska vojna               | [ 2 ]                   |
| Corporal Christopher Reynolds          | Avgust 2009        | 1.853 m  | Accuracy International L115A3 | .338 Lapua Magnum LockBase B408    | Združeno kraljestvo     | 3 Scots – The Black Watch                                    | Afganistanska vojna            | [ 10 ]                  |
| Neznani norveški ostrostrelec          | November 2007      | 1.380 m  | Barret M82A1                  | 12,7x99 NATO večopravilno strelivo | Norveška                | Kystjegerkommandoen                                          | Afganistanska vojna            | [ 12 ]                  |
| Staff Sergeant Jim Gilliland           | 27. september 2005 | 1.250 m  | M24 puška                     | 7,62x51 NATO                       | Združene države Amerike | 2. bataljon 69. oklepnega polka 3. pehotne divizije          | Bitka za Ramadi (iraška vojna) | [ 14 ]                  |